# Provincia Phayao
Phayao (în thailandeză พะเยา) este o provincie (changwat) din Thailanda. Situată în regiunea de Nord, provincia Phayao are în componența sa 9 districte (amphoe), 68 de sub-districte (tambon) și 632 de sate (muban). 
Cu o populație de 487.139 de locuitori și o suprafață totală de 6.335,1 km2, Phayao este a 52-a provincie din Thailanda ca mărime după numărul populației și a 35-a după mărimea suprafeței.